# Рока, Сальвадор
Сальвадор Рока (исп. Salvador Cases Roca; род. 1 июня 1998) — испанский дзюдоист, серебряный призёр чемпионата Европы 2023 года.

## Биография
Сальвадор Рока борется в весовой категории до 73 килограммов и представляет Испанию на международной спортивной арене.
Сальвадор завоевал бронзу на Открытом чемпионате Европы в Мадриде в 2018 году, также бронзовую медаль на Открытом чемпионате Европы в Люксембурге в 2019 году. В 2019 году выиграл титул чемпиона Испании. Завоевал золото на Открытом чемпионате Европы в Софии в 2020 году и серебро на Гран-при Португалии в 2022 году. В 2022 году он стал третьим на турнире Большого шлема в Анталье в 2022 году. 
В ноябре 2023 года, в Монпелье, на чемпионате Европы, испанский дзюдоист в весовой категории до 73 кг стал обладателем серебряной медали, в финале уступил титулованному азербайджанскому спортсмену Хидаяту Гейдарову.